# Fibra mielínica
Fibras mielínicas são aquelas formadas por axônio que é envolvido por uma bainha que realiza sobre ele dobras concêntricas.
São nervos que possuem em sua composição axonios envolvidos por células de Schwann, no caso do sistema nervoso periférico, ou por oligodendrócitos, no caso do sistema nervoso central.